# Дмитровский сельский округ (Московская область)
Дмитровский сельский округ — упразднённая административно-территориальная единица, существовавшая на территории Шатурского района Московской области в 1994—2006 годах.
Административным центром было село Дмитровский Погост.

## История

### Митинский и Дмитровский сельсоветы
В 1923 году Митинский сельсовет находился в составе Дмитровской волости Егорьевского уезда Московской губернии. В состав сельсовета входило село Дмитровский Погост и деревня Митинская.
В 1925 году Митинский сельсовет был упразднён, а его территория вошла в состав Коробовского сельсовета. В 1926 году из Коробовского был выделен Дмитровский сельсовет.
В ходе реформы административно-территориального деления СССР в 1929 году Дмитровский сельсовет был объединён с Кузьминским в Митинский сельсовет, который вошёл в состав Дмитровского района Орехово-Зуевского округа Московской области. В 1930 году округа были упразднены, а Дмитровский район переименован в Коробовский.
21 августа 1936 года в состав сельсовета вошла деревня Бекетово из упразднённого Еминского сельсовета, в то же время из Митинского сельсовета в Денисьевский передана деревня Кузьмино.
17 июля 1939 года в Митинский сельсовет включена территория упразднённого Коробовского сельсовета (деревни Фёдоровская, Наумовская и Коробовская).
14 июня 1954 года Митинский сельсовет переименован в Дмитровский.
22 июня 1954 года деревня Бекетово передана Михайловскому сельсовету, а деревня Кузьмино Беловскому сельсовету
21 мая 1959 года в сельсовет передана территория упразднённого Пестовского сельсовета.
3 июня 1959 года Коробовский район упразднён, а Дмитровский сельсовет передан Шатурскому району.
20 августа 1960 года в Дмитровский сельсовет переданы деревни Кузьмино, Денисьево, Петряиха Беловского сельсовета и деревни Ширяево, Бундово, Кашниково, Надеино Михайловского сельсовета.
1 февраля 1963 года в ходе реформы административно-территориального деления Шатурский район был упразднён, а его сельская территория (сельсоветы) включена в состав вновь образованного Егорьевского укрупнённого сельского района.
11 января 1965 года Егорьевский укрупненный сельский район был расформирован, а на его месте были восстановлены Егорьевский и Шатурский районы. Дмитровский сельсовет вновь вошёл в состав Шатурского района.
14 марта 1977 года деревни Маланьинская, Пожога, Фединская и посёлок станции Пожога Семёновского сельсовета отошли к Дмитровскому сельсовету.

### Дмитровский сельский округ
3 февраля 1994 года в соответствии с новым положением о местном самоуправлении в Московской области Дмитровский сельсовет был преобразован в Дмитровский сельский округ.
В 1999 году в состав Дмитровского сельского округа входило 25 населённых пунктов: деревни Бундово, Вальковская, Денисьево, Ивановская, Кашниково, Коробовская, Маланьинская, Марковская, Митинская, Надеино, Наумовская, Новосельцево, Парфеновская, Пестовская, Петряиха, Пиравино, Пожога, Русановская, Федеевская, Фединская, Федоровская, Ширяево, сёла Дмитровский Погост и Пески, а также посёлок станции Пожога.
29 сентября 2004 года в состав Дмитровского сельского округа включена территория Михайловского и Тельминского сельских округов, а также часть селений Бородинского сельского округа.
В 2005 году населённые пункты Дмитровского сельского округа вошли в состав Дмитровского сельского поселения.
29 ноября 2006 года Дмитровский сельский округ исключён из учётных данных административно-территориальных и территориальных единиц Московской области.